# حمض الهيبوكبريتوز
حمض الهيبوكبريتوز (أو حمض السلفوكسيليك) هو حمض أكسجيني لعنصر الكبريت صيغته H2SO2، ولكنه غير مستقر، وتوجد منه أملاح تسمى هيبوكبريتيت (أو سلفوكسيلات)، وهي أكثر استقراراً من الحمض نفسه.
يكون الكبريت في هذا المركب في حالة أكسدة مقدارها +2، ويمكن أن يعتبر حمض الهيبوكبريتوز كيميائياً على شكل ثنائي هيدروكسي الكبريت S(OH)2.

## التحضير
لا يمكن عزل هذا المركب بالشروط القياسية، وهو يتشكل مركباً وسطياً أثناء حلمهة مركبات الكبريت ثنائية الهالوجين، مثل ثنائي كلوريد الكبريت. يعتقد وجود هذا المركب في القرص النجمي الدوار.

## الخواص
توجد متصاوغات عدة من حمض الهيبوكبريتوز، منها حمض السلفينيك (HS(O)OH)، وكذلك هيدروبيروكسيد السلفهيدريل (HSOOH),، وبيرسلفوكسيد ثنائي الهيدروجين H2SOO؛ إلا أن جميع هذه المركبات غير مستقرة أيضاً، ويعد حمض الهيبوكبريتوز أقل هذه المتصاوغات طاقةً.
يتفكك حمض الهيبوكبريتوز إلى الكبريت وإلى أيونات البيكبريتيت 3−HSO، ومنها نتيجة الأكسدة بأكسجين الهواء، إلى ثيوكبريتات 3−S2O2.

## الأملاح
يمكن الحصول على أملاح الهيبوكبريتيت (السلفوكسيلات) من تفكك مركب ثنائي أكسيد الثيويوريا (CH4N2O2S) في المحاليل القلوية. يعطي تفاعل أملاح الهيبوكبريتيت مع الفورمالدهيد ناتجاً يسمى الرونغاليت، وهو ذو تطبيقات مهمة في صناعة الأصبغة.
من الأملاح المعروفة لهذا الحمض مركب سلفلوكسيلات الكوبالت CoSO2·3H2O.